# Playa Rodgers
La Playa Rodgers o Rodgers Beach, oficialmente conocida como Nanki, es una pequeña playa justo al oeste de la Playa Baby en la isla caribeña de Aruba, una dependencia de los Países Bajos en las Antillas. Es conocida por sus aguas tranquilas y ambiente privado, aunque es una playa pública. Las hermosas aguas azules son superficiales al principio, pero más lejos se convierte en una buena playa para nadar.
En la década de 1950, el Aruba Esso Club fue construido como parte del actual Seroe Colorado en Baby Beach. Inmediatamente al sur de Rodgers Beach. El club incluye un restaurante , pista de baile, y un estadio de béisbol . En la laguna , había un muelle, y había pequeñas chozas , uno de los cuales sigue en pie . Hoy en día , no es más que una gran, edificio abandonado , con un negocio, una tienda de buceo , todavía en funcionamiento . 